# Пергачо (Арецо)
Пергачо је насеље у Италији у округу Арецо, региону Тоскана.
Према процени из 2011. у насељу је живело 66 становника. Насеље се налази на надморској висини од 321 м.